# Fergus Anderson
Fergus Kinloch Anderson (Wellington (Cumbria), 9 februari 1909 - Floreffe, 6 mei 1956), was een Schots motorcoureur. Zijn naam zou onverbrekelijk verbonden worden aan het Italiaanse merk Moto Guzzi.

## Persoonlijk leven
Fergus Anderson werd geboren als zoon van een Schotse scheepsbouwingenieur. Hij werd al jong journalist bij het motorblad "The Motor Cycle" in Londen, maar incidenteel ook voor het Nederlandse blad "Motor". Tijdens de Tweede Wereldoorlog diende Anderson bij de Royal Navy bij de onderzeedienst en als kapitein op een Navy-ferry. Zijn naam kwam voor op de Sonderfahndungliste GB als een van de 2.820 Britten die na de inval in het Verenigd Koninkrijk door de Nazi's met voorrang gezocht werden, als nummer 47 onder de letter "A": 
Fergus Anderson (* 9. Februar 1909 in Vallington): Motorradrennfahrer; vermuteter Aufenthaltsort: 36 Victoria Street, London Sw1; gesucht von Referat IVE4. Amtsgruppe IVE4 was een onderdeel van het Reichssicherheitshauptamt, belast met contraspionage in Scandinavië. 
| Fergus Anderson begon zijn racecarrière met de 211cc-Levis van zijn zuster, die daar niets van wist |
| Velocette KTT productieracer                                                                        |
| Moto Guzzi Dondolino productieracer                                                                 |
| Moto Guzzi Bicilindrica 500 fabrieksracer                                                           |
| Moto Guzzi Monocilindrica 350 fabrieksracer                                                         |
| (Schaalmodel van de) Quattro Cilindri 500                                                           |

## Carrière
In 1927 nam hij deel aan een grasbaanrace met de oude Levis tweetaktmotorfiets van zijn zuster. Die wist daar niets van, en evenmin wist zijn vader dat de Levis achter zijn auto met een touw was voortgesleept om de totaal versleten kettingtandwielen te sparen. In een eigen artikel uit 1936 omschreef hij zichzelf als een middelmatig coureur, die echter nooit om racemotoren verlegen zat. Als motorjournalist kreeg hij machines ter beschikking van AJS, Blackburne, Cotton-JAP, DKW, DOT-JAP, Douglas, Excelsior-JAP, Grindlay-Peerless, Imperia, Norton, NSU, Rudge en Velocette. Hij bleef wijselijk uit de buurt van grote internationale wedstrijden omdat hij wist dat hij tegen de topcoureurs geen kans had. In de jaren dertig reisde hij, soms op zijn racemotor, de Europese circuits af, waarbij hij een zekere voorkeur had voor de Belgische circuits, zoals Chimay, Mettet, Floreffe en Spa-Francorchamps. In 1939 debuteerde hij pas bij de TT van Man. 
Na de Tweede Wereldoorlog kocht hij een 350cc-Velocette KTT, en nam zijn beroep als motorcoureur weer op. Hij kocht de motor in België reed daar in de jaren 1946-1948 de meeste wedstrijden. Hij kocht echter ook de nieuwe 250cc-Moto Guzzi Albatros en reeg daarmee de overwinningen aan elkaar. Zelfs 350 cc-wedstrijden wist hij ermee te winnen, waardoor het niet lang duurde voordat de Moto Guzzi-fabriek hem opmerkte. In het seizoen 1949 debuteerde hij in het wereldkampioenschap wegrace. In zijn eerste race op het stratencircuit Bremgarten in Bern haalde hij meteen een podiumplaats: hij werd derde in de 250cc-klasse. Omdat hij ook de snelste ronde reed, kreeg hij een extra WK-punt. 

### Moto Guzzi

#### 1950
In het seizoen 1950 reed hij vrijwel geen WK-races, maar nadat de fabrieksrijder Fernando Balzotti geblesseerd raakte, werd hij volwaardig fabrieksrijder voor Moto Guzzi. Hij startte in de laatste race van het jaar, de GP des Nations, waarin hij met de Moto Guzzi Gambalunghino-fabrieksracer tweede werd. 

#### 1951
Fergus Anderson won zijn eerste Grand Prix in het seizoen 1951, opnieuw op het stratencircuit Bremgarten op een Moto Guzzi Bicilindrica 500. Hij was nu als vaste kracht opgenomen in het fabrieksteam van Moto Guzzi, samen met Sante Geminiani, Enrico Lorenzetti en Bruno Ruffo, maar hun Moto Guzzi Bicilindrica 500's waren niet opgewassen tegen de fabrieks-Norton 30M van Geoff Duke en de Gilera 500 4C's. Anderson startte voor het eerst sinds 1939 ook weer in de TT van Man, maar viel met de 250cc-Moto Guzzi Gambalunghino uit. 

#### 1952
In het seizoen 1952 concentreerden Fergus Anderson en zijn vriend en teamgenoot Enrico Lorenzetti zich uitsluitend op de 250cc-klasse. Anderson begon sterk met overwinningen in de Grand Prix van Zwitserland en de Lightweight TT, waarbij Lorenzetti telkens tweede werd. Daarna reed Anderson alleen nog in de TT van Assen en de GP des Nations, waarin hij twee keer derde werd. Lorenzetti won deze beide races, maar werd ook nog tweede in de Ulster Grand Prix, waardoor hij wereldkampioen werd. Anderson eindigde als tweede. 

#### 1953
In het seizoen 1953 begon Moto Guzzi te profiteren van de ontwikkelingen die aan de motorfietsen werden gedaan. De verouderde 250cc-Gambalunghino, die nog slechts een enkele bovenliggende nokkenas had, werd vervangen door de Moto Guzzi Bialbero 250 met dubbele nokkenas. Uit de Bialbero werd ook een opgeboorde versie ontwikkeld, de Moto Guzzi Monocilindrica 350, weliswaar aanvankelijk nog met de enkele nokkenas en slechts 317 cc, maar tegen het einde van het seizoen met 350 cc. Verder was men begonnen met de ontwikkeling van een nieuwe 500cc-racer, de Quattro Cilindri. Anderson werd ingezet in alle klassen (250-, 350- en af en toe ook 500 cc). Met de 250cc-Bialbero won hij meteen de Lightweight TT en hij scoorde verder in elke race waarin hij startte een podiumplaats. Toch waren de NSU Rennmaxen van Werner Haas en Reg Armstrong te sterk en Anderson werd slechts vierde in het wereldkampioenschap. In de 350cc-klasse begon het seizoen met de derde plaats in de Junior TT en uitvallen in de TT van Assen, maar daarna ging het beter met overwinningen in de GP van België, de GP van Frankrijk en - bijna vanzelfsprekend - de Zwitserse Grand Prix, waarin hij zijn eerste wereldtitel veilig stelde. Intussen viel de Quattro Cilindri erg tegen. Zowel Anderson als Lorenzetti vielen uit in de TT van Assen, in België werd Anderson slechts zevende. Men sloeg de Franse GP, Ulster Grand Prix en de Grand Prix van Zwitserland over om de machine door te ontwikkelen, maar in de Italiaanse thuisrace, de GP des Nations kon het team niet wegblijven, maar viel Anderson opnieuw uit. Anderson en Moto Guzzi begrepen intussen dat de Quattro Cilindri het niet zou gaan redden en in de GP van Spanje startte Anderson gewoon met de Monocilindrica 350. Weliswaar in afwezigheid van Gilera-rijders Geoff Duke en Alfredo Milani won Anderson deze race. 

#### 1954
Als regerend wereldkampioen concentreerde Fergus Anderson zich in het seizoen 1954 weer op de 350cc-klasse, maar dat begon erg slecht. Nadat alle Monocilindrica 350's tijdens de TT van Man uitvielen sloeg het team de Ulster Grand Prix over. In de GP van België verscheen het team eindelijk met de nieuwe machine met dubbele bovenliggende nokkenas en Ken Kavanagh won voor Fergus Anderson. Daarna ging het even beter: Anderson won de TT van Assen, maar in de GP van Duitsland viel het hele team (Anderson, Kavanagh en Lorenzetti) weer uit. Toch was er ook een positief punt voor Moto Guzzi: geen enkele andere coureur heerste echt in de 350cc-klasse. De races waren gewonnen door Pierre Monneret (AJS), Rod Coleman (AJS), 2x Ray Amm (Norton), Fergus Anderson en Ken Kavanagh. Daardoor stond Anderson na de mislukte Duitse Grand Prix nog steeds op de derde plaats van het kampioenschap, slechts vier punten achter Coleman. Hij won vervolgens de GP van Zwitserland en de GP des Nations, waardoor hij zich opnieuw wereldkampioen mocht noemen, waarna de Spaanse Grand Prix nog slechts een formaliteit was. Anderson reed in dit seizoen de 500cc-viercilinder naar de tweede plaats in België. Het laatste optreden van deze machine was in Spanje, waar Ken Kavanagh tweede werd en Fergus Anderson uitviel. 
Aan het einde van het seizoen werd hij door de Fédération Internationale de Motocyclisme "geroyeerd", nadat hij in columns kritiek had geleverd op de veiligheid van een aantal circuits en zelfs zijn medaille voor zijn 350cc-titel had ingeleverd. De FIM stond onder grote druk, o.a. door de rijdersstaking in Assen, die overigens niets met veiligheid maar meer met startgelden te maken had. 

#### 1955 en verder
Hierna werd Anderson "gepromoveerd" tot teammanager van het Moto Guzzi-raceteam. In het seizoen 1955 reden onder zijn leiding Bill Lomas, Dickie Dale, Ken Kavanagh en Duilio Agostini. Lomas werd in 1955 wereldkampioen in de 350 cc.
Anderson kon het racen echter niet laten en nam zo nu en dan weer aan races deel. Er ontstond een meningsverschil met Moto Guzzi over zijn vrijheid van handelen als teammanager en eind 1955 vertrok hij bij het Italiaanse bedrijf. BMW bood hem een contract als fabrieksrijder aan. Hij wilde aan het Grand Prix-seizoen 1956 deelnemen met een 500cc-BMW RS 54. Als voorbereiding reed hij enkele Belgische voorjaarsraces. Bij de tweede wedstrijd, in Floreffe, gleed hij echter onderuit en raakte een lantaarnpaal. Hij liep een schedelbreuk op en overleed onderweg naar het ziekenhuis.
Fergus Anderson liet een vrouw en twee kinderen achter. Na zijn ongeluk werd er in Floreffe niet meer geracet. 
In 1996 (veertig jaar na zijn dood) werd op de plaats van het ongeval een plaquette onthuld ter nagedachtenis aan Fergus Anderson. De onthulling vond plaats door Bill Lomas, Cecil Sandford en Andersons dochter Jeanine.

### Wereldkampioenschap wegrace resultaten
(Races in cursief geven de snelste ronde aan)
| Jaar | Klasse | Team       | Motorfiets                           | 1       | 2       | 3       | 4       | 5       | 6       | 7       | 8        | 9       | Punten | Plaats | Overwinningen |                                                | Wereldkampioen                        |
| ---- | ------ | ---------- | ------------------------------------ | ------- | ------- | ------- | ------- | ------- | ------- | ------- | -------- | ------- | ------ | ------ | ------------- | ---------------------------------------------- | ------------------------------------- |
| 1949 | 250 cc | Privé      | Moto Guzzi Albatros                  | IOM -   | ZWI 3   |         |         | ULS -   | NAT -   |         |          |         | 8      | 9e     | 0             |                                                | Bruno Ruffo, Moto Guzzi Gambalunghino |
| 1949 | 500 cc | Privé      | Moto Guzzi Dondolino                 | IOM -   | ZWI DNF | NED -   | BEL DNF | ULS -   | NAT -   |         |          |         | 0      | -      | 0             | Les Graham, AJS E90                            |                                       |
| 1950 | 250 cc | Moto Guzzi | Gambalunghino                        | IOM -   |         |         | ZWI -   | ULS -   | NAT 2   |         |          |         | 6      | 3e     | 0             | Dario Ambrosini, Benelli                       |                                       |
| 1950 | 500 cc | Moto Guzzi | Bicilindrica 500                     | IOM -   | BEL -   | NED -   | ZWI -   | ULS -   | NAT DNF |         |          |         | 0      | -      | 0             | Umberto Masetti, Gilera 500 4C                 |                                       |
| 1951 | 250 cc | Moto Guzzi | Gambalunghino                        |         | ZWI -   | IOM DNF |         |         | FRA 4   | ULS -   | NAT -    |         | 3      | 8e     | 0             | Bruno Ruffo, Moto Guzzi Gambalunghino          |                                       |
| 1951 | 500 cc | Moto Guzzi | Bicilindrica 500                     | SPA DNF | ZWI 1   | IOM -   | BEL DNF | NED DNF | FRA 7   | ULS -   | NAT -    |         | 8      | 7e     | 1             | Geoff Duke, Norton 30M                         |                                       |
| 1952 | 250 cc | Moto Guzzi | Gambalunghino                        | ZWI 1   | IOM 1   | NED 3   |         | DUI -   | ULS -   | NAT 3   |          |         | 24     | 2e     | 2             | Enrico Lorenzetti, Moto Guzzi Gambalunghino    |                                       |
| 1953 | 250 cc | Moto Guzzi | Bialbero 250                         | IOM 1   | NED 2   |         | DUI -   |         | ULS 3   | ZWI 3   | NAT -    | SPA 3   | 22     | 4e     | 1             | Werner Haas, NSU Rennmax                       |                                       |
| 1953 | 350 cc | Moto Guzzi | Monocilindrica 350                   | IOM 3   | NED DNF | BEL 1   | DUI -   | FRA 1   | ULS -   | ZWI 1   | NAT 2    |         | 30     | 1e     | 3             | Fergus Anderson, Moto Guzzi Monocilindrica 350 |                                       |
| 1953 | 500 cc | Moto Guzzi | Quattro Cilindri/ Monocilindrica 350 | IOM -   | NED DNF | BEL 7   | DUI -   | FRA -   | ULS -   | ZWI -   | NAT DNF- | SPA 1   | 8      | 9e     | 1             | Geoff Duke, Gilera 500 4C                      |                                       |
| 1954 | 250 cc | Moto Guzzi | Bialbero 250                         | FRA -   | IOM 5   | ULS -   |         | NED -   | DUI -   | ZWI -   | NAT -    |         | 2      | 15e    | 0             | Werner Haas, NSU Rennmax                       |                                       |
| 1954 | 350 cc | Moto Guzzi | Monocilindrica 350                   | FRA -   | IOM DNF | ULS -   | BEL 2   | NED 1   | DUI DNF | ZWI 1   | NAT 1    | SPA 1   | 38     | 1e     | 4             | Fergus Anderson, Moto Guzzi Monocilindrica 350 |                                       |
| 1954 | 500 cc | Moto Guzzi | Quattro Cilindri                     | FRA -   | IOM DNF | ULS -   | BEL DNF | NED 2   | DUI 5   | ZWI DNF | NAT 9    | SPA DNF | 8      | 7e     | 0             | Geoff Duke, Gilera 500 4C                      |                                       |
| 1955 | 500 cc | Moto Guzzi | Monocilindrica 500                   | SPA -   | FRA -   | IOM -   | DUI -   | BEL DNF | NED -   | ULS -   | NAT -    |         | 0      | -      | 0             | Geoff Duke, Gilera 500 4C                      |                                       |

### Isle of Man TT resultaten
| Jaar | Klasse         | Team       | Motorfiets         | Plaats | Punten |                                           | Winnaar |
| ---- | -------------- | ---------- | ------------------ | ------ | ------ | ----------------------------------------- | ------- |
| 1939 | Junior TT      | Privé      | DKW                | DNF    | NVT    | Stanley Woods, Velocette KTT Mk VIII      |         |
| 1939 | Senior TT      | Privé      | DKW                | DNF    | NVT    | Schorsch Meier, BMW RS 500                |         |
| 1951 | Lightweight TT | Moto Guzzi | Gambalunghino      | DNF    | 0      | Tommy Wood, Moto Guzzi Gambalunghino      |         |
| 1952 | Lightweight TT | Moto Guzzi | Gambalunghino      | 1      | 8      | Fergus Anderson, Moto Guzzi Gambalunghino |         |
| 1953 | Lightweight TT | Moto Guzzi | Bialbero 250       | 1      | 8      | Fergus Anderson, Moto Guzzi Bialbero 250  |         |
| 1953 | Junior TT      | Moto Guzzi | Monocilindrica 350 | 3      | 4      | Ray Amm, Norton 40M                       |         |
| 1954 | Lightweight TT | Moto Guzzi | Bialbero 250       | 5      | 2      | Werner Haas, NSU Rennmax                  |         |
| 1954 | Junior TT      | Moto Guzzi | Monocilindrica 350 | DNF    | 0      | Rod Coleman, AJS 7R                       |         |
| 1954 | Senior TT      | Moto Guzzi | Quattro Cilindri   | DNF    | 0      | Ray Amm, Norton 30M                       |         |

## Trivia

### Inventief
Fergus Anderson schreef in 1936 zelf een artikel over de TT van Assen, waar hij met een vier jaar oude Velocette KTT Mk IV aan deelnam. Twee ronden voor het einde lag hij op de zesde plaats toen hij constateerde dat zijn olietank weliswaar half vol was, maar dat de olie niet circuleerde. Hij moest nog 30 km rijden en noodgedwongen zijn snelheid verlagen, maar ook zijn machine van smering voorzien. Hij loste het op door zijn bougiesleutel in de olietank te dopen en daarna voor de inlaatkelk van de carburateur te houden, waardoor er een soort mengsmering ontstond. De machine bleef heel, maar Anderson verloor zijn zesde plaats nog aan de Zwitser Hanni. Hoe Anderson aan die bougiesleutel kwam? Het was in die tijd (en ook nog jaren later) gebruikelijk een of twee bougies (mét bougiesleutel) met klemmetjes aan het frame te bevestigen, zodat ze tijdens de race vervangen konden worden.